# Acrocercops
Acrocercops är ett släkte av fjärilar som beskrevs av Hans Daniel Johan Wallengren 1881. Acrocercops ingår i familjen styltmalar.

## Dottertaxa tillAcrocercops, i alfabetisk ordning[1][2]
- Acrocercops acanthidias
- Acrocercops achnodes
- Acrocercops aeglophanes
- Acrocercops aellomacha
- Acrocercops aeolellum
- Acrocercops aethalota
- Acrocercops affinis
- Acrocercops albida
- Acrocercops albidorsella
- Acrocercops albinatella
- Acrocercops albofasciella
- Acrocercops albomaculella
- Acrocercops albomarginatum
- Acrocercops allactopa
- Acrocercops alysidota
- Acrocercops amethystopa
- Acrocercops amurensis
- Acrocercops angelica
- Acrocercops anthogramma
- Acrocercops anthracuris
- Acrocercops antigrapha
- Acrocercops antimima
- Acrocercops apicella
- Acrocercops apicepunctella
- Acrocercops apoblepta
- Acrocercops arbutella
- Acrocercops archepolis
- Acrocercops argentigera
- Acrocercops argocosma
- Acrocercops argodesma
- Acrocercops argyraspis
- Acrocercops argyrodesma
- Acrocercops argyrosema
- Acrocercops asaphogramma
- Acrocercops astericola
- Acrocercops astiopa
- Acrocercops attenuatum
- Acrocercops auricilla
- Acrocercops autadelpha
- Acrocercops autarithma
- Acrocercops axinophora
- Acrocercops barringtoniella
- Acrocercops bifasciata
- Acrocercops bifrenis
- Acrocercops bisinuata
- Acrocercops brachyglypta
- Acrocercops breyeri
- Acrocercops brochogramma
- Acrocercops brongniardella
- Acrocercops brongniardellus
- Acrocercops caementosa
- Acrocercops caenotheta
- Acrocercops calicella
- Acrocercops calycophthalma
- Acrocercops camptochrysa
- Acrocercops candida
- Acrocercops castellata
- Acrocercops chalcea
- Acrocercops chalceopla
- Acrocercops chalinopa
- Acrocercops chalinosema
- Acrocercops charitopis
- Acrocercops chenopa
- Acrocercops cherimoliae
- Acrocercops chionoplecta
- Acrocercops chionosema
- Acrocercops chloronympha
- Acrocercops chrysargyra
- Acrocercops chrysometra
- Acrocercops chrysophila
- Acrocercops chrysophylli
- Acrocercops chrysoplitis
- Acrocercops cirrhantha
- Acrocercops cissiella
- Acrocercops citrodora
- Acrocercops clepsinoma
- Acrocercops clinogramma
- Acrocercops clinozona
- Acrocercops clisiopa
- Acrocercops clisiophora
- Acrocercops clitoriella
- Acrocercops clytosema
- Acrocercops cocciferellum
- Acrocercops coffeifoliella
- Acrocercops coloptila
- Acrocercops combreticola
- Acrocercops contorta
- Acrocercops convoluta
- Acrocercops cordiella
- Acrocercops cornicina
- Acrocercops crotalistis
- Acrocercops crucigera
- Acrocercops crypsigrapha
- Acrocercops crystallopa
- Acrocercops cyanodeta
- Acrocercops cyclogramma
- Acrocercops cylicota
- Acrocercops cyma
- Acrocercops cymella
- Acrocercops cyphostacta
- Acrocercops defigurata
- Acrocercops delicata
- Acrocercops demotes
- Acrocercops desmochares
- Acrocercops diacentrota
- Acrocercops diatonica
- Acrocercops didymella
- Acrocercops diffluella
- Acrocercops dinosticha
- Acrocercops diplacopa
- Acrocercops distylii
- Acrocercops doloploca
- Acrocercops encentris
- Acrocercops enchlamyda
- Acrocercops ennychodes
- Acrocercops epiclina
- Acrocercops eranista
- Acrocercops erebopa
- Acrocercops erioplaca
- Acrocercops euargyra
- Acrocercops eugeniella
- Acrocercops eupetala
- Acrocercops eurhythmopa
- Acrocercops euryschema
- Acrocercops euthycolona
- Acrocercops extenuata
- Acrocercops fasciculata
- Acrocercops ficina
- Acrocercops fuscapica
- Acrocercops galeopa
- Acrocercops gemmans
- Acrocercops geologica
- Acrocercops glutella
- Acrocercops goniodesma
- Acrocercops gossypii
- Acrocercops grammatacma
- Acrocercops guttiferella
- Acrocercops habroscia
- Acrocercops hapalarga
- Acrocercops haplocosma
- Acrocercops hapsidota
- Acrocercops hastigera
- Acrocercops hedymopa
- Acrocercops helicomitra
- Acrocercops helicopa
- Acrocercops hemiglypta
- Acrocercops heptadrachma
- Acrocercops heterodoxa
- Acrocercops heteroloba
- Acrocercops hexachorda
- Acrocercops hexaclosta
- Acrocercops hierocosma
- Acrocercops hippuris
- Acrocercops homalacta
- Acrocercops hoplocala
- Acrocercops hormista
- Acrocercops hyphantica
- Acrocercops imperfecta
- Acrocercops inconspicua
- Acrocercops insulariella
- Acrocercops insulella
- Acrocercops ipomoeae
- Acrocercops iraniana
- Acrocercops irradians
- Acrocercops irrorata
- Acrocercops isodelta
- Acrocercops isotoma
- Acrocercops karachiella
- Acrocercops laciniella
- Acrocercops largoplaga
- Acrocercops lenticulata
- Acrocercops leptalea
- Acrocercops leucographa
- Acrocercops leucomochla
- Acrocercops leuconota
- Acrocercops leucophaea
- Acrocercops leucostega
- Acrocercops leucotoma
- Acrocercops lithochalca
- Acrocercops lithogramma
- Acrocercops lophonota
- Acrocercops loxias
- Acrocercops luctuosa
- Acrocercops lyrica
- Acrocercops lysibathra
- Acrocercops macaria
- Acrocercops macrochalca
- Acrocercops macroclina
- Acrocercops macroplaca
- Acrocercops malvacea
- Acrocercops mantica
- Acrocercops maranthaceae
- Acrocercops marmarauges
- Acrocercops marmaritis
- Acrocercops martaella
- Acrocercops mechanopla
- Acrocercops melanocosma
- Acrocercops melanoplecta
- Acrocercops melantherella
- Acrocercops mendosa
- Acrocercops mesochaeta
- Acrocercops microphis
- Acrocercops myriogramma
- Acrocercops nebropa
- Acrocercops nereis
- Acrocercops niphocremna
- Acrocercops nitidula
- Acrocercops nolckeniella
- Acrocercops obscurella
- Acrocercops obversa
- Acrocercops ochnifolii
- Acrocercops ochrocephala
- Acrocercops ochronephela
- Acrocercops ochroptila
- Acrocercops ophiodes
- Acrocercops orbifera
- Acrocercops orianassa
- Acrocercops ornata
- Acrocercops ortholocha
- Acrocercops orthostacta
- Acrocercops osteopa
- Acrocercops paliacma
- Acrocercops panacicorticis
- Acrocercops panacifinens
- Acrocercops panacitorsens
- Acrocercops panacivagans
- Acrocercops panacivermiforma
- Acrocercops parallela
- Acrocercops patellata
- Acrocercops patricia
- Acrocercops pectinivalva
- Acrocercops penographa
- Acrocercops pentacycla
- Acrocercops pentalocha
- Acrocercops pertenuis
- Acrocercops perturbata
- Acrocercops petalopa
- Acrocercops phaeodeta
- Acrocercops phaeomorpha
- Acrocercops phaeospora
- Acrocercops pharopeda
- Acrocercops piligera
- Acrocercops plebeia
- Acrocercops plectospila
- Acrocercops plocamis
- Acrocercops pnosmodiella
- Acrocercops poliocephala
- Acrocercops polyclasta
- Acrocercops pontifica
- Acrocercops praeclusa
- Acrocercops praesecta
- Acrocercops prompta
- Acrocercops prospera
- Acrocercops psaliodes
- Acrocercops punctulata
- Acrocercops pylonias
- Acrocercops pyrigenes
- Acrocercops quadrisecta
- Acrocercops querci
- Acrocercops quinquistrigella
- Acrocercops ramigera
- Acrocercops retrogressa
- Acrocercops rhodospira
- Acrocercops rhombiferellum
- Acrocercops rhombocosma
- Acrocercops rhothiastis
- Acrocercops rhothogramma
- Acrocercops rhynchograpta
- Acrocercops sarcocrossa
- Acrocercops sauropis
- Acrocercops scandalota
- Acrocercops scenias
- Acrocercops scoliograpta
- Acrocercops scriptulata
- Acrocercops selmatica
- Acrocercops serriformis
- Acrocercops serrigera
- Acrocercops siphonaula
- Acrocercops soritis
- Acrocercops sphaerodelta
- Acrocercops spodophylla
- Acrocercops sporograpta
- Acrocercops stalagmitis
- Acrocercops stereomita
- Acrocercops stricta
- Acrocercops strigosa
- Acrocercops strophala
- Acrocercops strophiaula
- Acrocercops supplex
- Acrocercops symbolopis
- Acrocercops symmetropa
- Acrocercops symploca
- Acrocercops synclinias
- Acrocercops syzygiena
- Acrocercops tacita
- Acrocercops taeniarcha
- Acrocercops telearcha
- Acrocercops telestis
- Acrocercops tenera
- Acrocercops terminaliae
- Acrocercops terminalina
- Acrocercops tetrachorda
- Acrocercops tetracrena
- Acrocercops tetradeta
- Acrocercops theaeformisella
- Acrocercops thrylodes
- Acrocercops thylacaula
- Acrocercops tomia
- Acrocercops transecta
- Acrocercops trapezoides
- Acrocercops triacris
- Acrocercops tricalyx
- Acrocercops tricirrha
- Acrocercops tricyma
- Acrocercops tripolis
- Acrocercops triscalma
- Acrocercops trisigillata
- Acrocercops trissoptila
- Acrocercops tristaniae
- Acrocercops undifraga
- Acrocercops unilineata
- Acrocercops unipuncta
- Acrocercops unistriata
- Acrocercops urbanella
- Acrocercops ustulatella
- Acrocercops vallata
- Acrocercops walsinghami
- Acrocercops vanula
- Acrocercops viatica
- Acrocercops xeniella
- Acrocercops xystrota
- Acrocercops zadocaea
- Acrocercops zamenopa
- Acrocercops zebrulella
- Acrocercops zopherandra
- Acrocercops zorionella
- Acrocercops zygonoma

## Bildgalleri

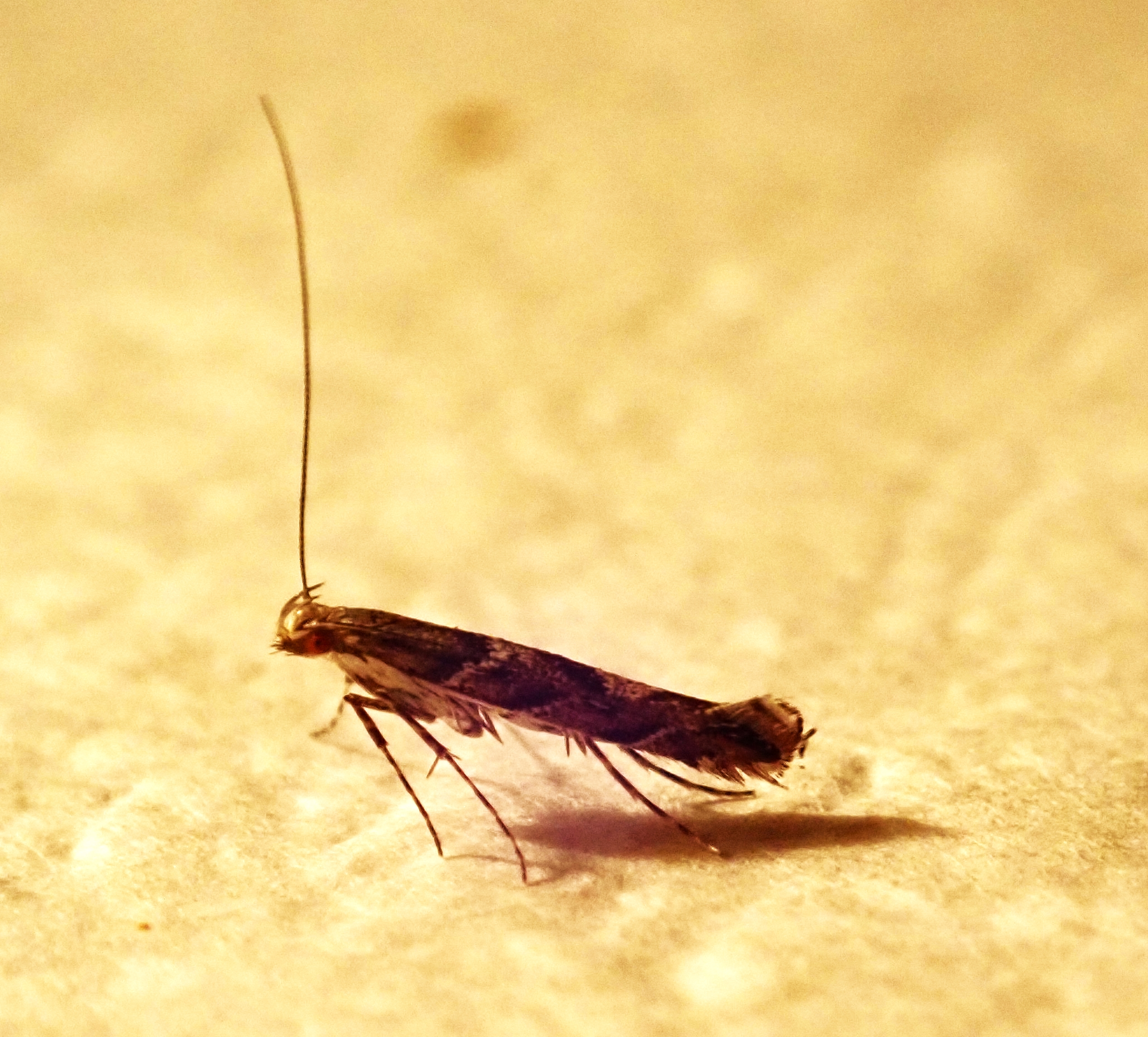
Acrocercops brongniardellus